# كلير مارشال
كلير مارشال (بالإنجليزية: Claire Marshall)‏ هي صحفية بريطانية، ولدت في 15 يناير 1975 في أكسفورد في المملكة المتحدة.

## وصلات خارجية
- كلير مارشال على موقع IMDb (الإنجليزية)